# Mydlokor tupolistý

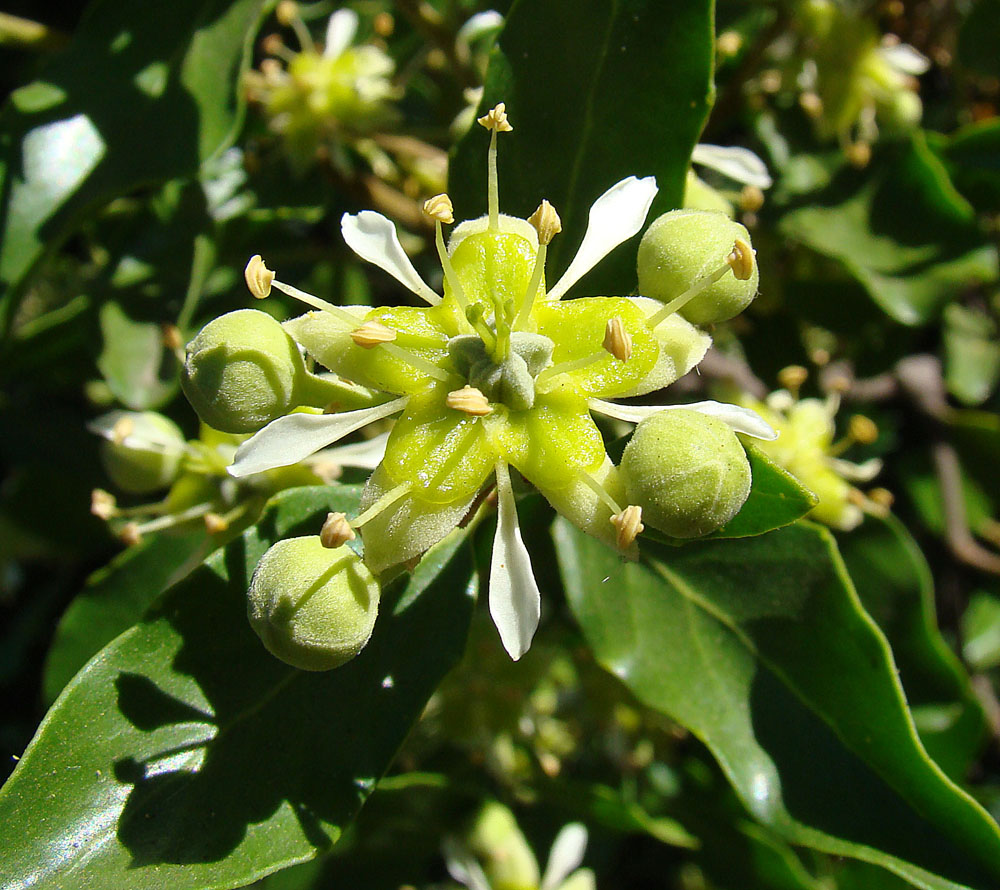
Postupně nakvétající květenství

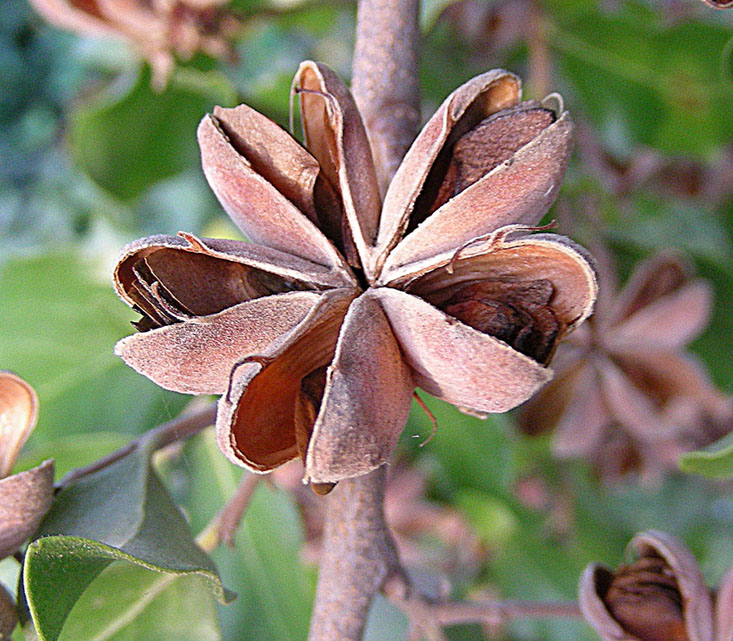
Otevřené tobolky souplodí

Mydlokor tupolistý (Quillaja saponaria) je stálezelený, na kvalitu půdy nenáročný strom vyrůstající do průměrné výšky okolo 15 m. Je původní druh z jihoamerického Chile a současně chilský endemit.
Je součásti nepočetného rodu mydlokor, jehož české jméno je odvozeno od vlastnosti kůry. Její měkká, vnitřní část obsahuje hodně triterpenoidních saponinů, které při styku s vodou pění jako evropské mýdlo a kůra se proto používala k mytí. Vědecké jméno rodu Quillaja je odvozeno od slova "quillean", výrazu původních obyvatel Chile Mapučů pro "umýt".

## Výskyt
Stromy mydlokoru tupolistého rostou na nevelkém území ve střední části Chile v mírném podnebném pásmu, konkrétně v regionech Coquimbo, Valparaíso, Santiago, O’Higgins a Maule. Přirozeně se vyskytuji v oblasti mezi 31° až 40° jižní zeměpisné šířky.
Vyrůstají od mořského pobřeží až do horských oblastí na západních svazích And, kde vystupují do nadmořské výšky blízké 2000 metrů. Nejčastěji rostou ve společenstvu tvrdolistých stromů a keřů, nad kterými obvykle vyčnívají.

## Ekologie
Nenáročná dřevina nacházející se obvykle na chudých, propustných půdách, často hlinito písčitých až štěrkovitých, někdy též přímo u skalních výchozů. Vyskytuje se i na půdách silně jílovitých, které jsou dobře odvodněné. Na pH půdy není příliš závislá, dobře se adaptuje jak na kyselou, tak i zásaditou. Potřebuje však dobře osluněné stanoviště, nejčastěji se vyskytuje na plošinách nebo na severních, ke slunci přivrácených svazích (jde o jižní polokouli).
Roste jak v poměrně suchém klimatu, kde období sucha trvá šest až deset měsíců a ročně naprší pouhých 100 až 300 mm, tak i ve vlhčím, kde období sucha trvá jen tři až pět měsíců a ročně spadne 400 až 800 mm vody. Dešťové srážky bývají soustředěné do zimního období, kdy dřevina toleruje krátkodobý pokles teploty až k -8 °C, včetně sněhové pokrývky.
Stromy začínají nakvétat počátkem léta a na podzim se objeví kožovité souplodí ve tvaru hvězdy. Vydrží na stromě do zimy, kdy po plném dozrání se otvírají a uvolňují okřídlená semena. Hrubá kůra dospělého stromu jej dobře chrání při požárech. Pařez skáceného stromu někdy obráží a vzniká hustý keř.
V posledním hodnocením IUCN v roce 2018 je pokládán za druh se širokou stabilní populaci. V jeho případě se nevyskytují žádné závažné hrozby a nepředpokládají se ani v blízké budoucnosti. Proto je považován za málo dotčený taxon (LC).

## Popis
Stálezelený strom dorůstající do výšky 15 až 20 m, jeho kmen s popelavě šedou, ve stáří rozbrázděnou kůrou může mít až 1 m v průměru. Listy vyrůstající střídavě mají řapík dlouhý jen okolo 1 mm, jsou jednoduché, lesklé a lysé. Jejich kožovitá čepel je široce eliptická, 3 až 5 cm dlouhá, na bázi je klínovitá a na vrcholu tupě špičatá či mírně vykrojená, po obvodě bývá celokrajná nebo má čtyři až osm zoubků. Palisty u řapíku brzy opadávají.
Nazelenalé květy, široké asi 15 mm, jsou pětičetné, oboupohlavné a vyrůstají po třech až pěti v úžlabí listů nebo v malokvětých koncových květenstvích hrozen či lata. Kožovité kališní lístky, dlouhé asi 5 mm, jsou volné, vejčité a porostlé kratičkými chlupy. Korunní lístky, dlouhé asi 7 mm, jsou zelenavě bílé a mají kopisťovitý tvar. V květu je deset žlutých tyčinek ve dvou kruzích, pět jich vyrůstá od báze semeníku a pět z rozšířeného disku. Gyneceum je vytvořeno z pěti plodolistů a má pět pestíků s bliznami. Květy produkují nektar a jsou opylovány nejčastěji včelami.
Z opyleného květu vyroste nápadné, asi 2 cm velké, hvězdovité souplodí, tvořené obvykle pěti kožovitými tobolkami, které jsou jedním koncem srostlé. Ve zralosti jsou tmavě hnědě, podélně se otvírají a vypouští po deseti až dvaceti semenech s křidélkem po okraji. Semena, která jsou zanášena i na velké vzdálenosti sice dobře vzcházejí, ovšem mladé semenáče často neobstojí při konkurenci s jinými rostlinami nebo jsou poškozeny či spaseny býložravci.

## Význam
Mydlokor tupolistý je strom, jehož biomasa (dřevo, kůra, listy a kořeny) má vysoký obsah triterpenických saponinů, které se z nich získávají destilací. Saponiny se používají jako přírodní emulgátory a víceúčelová pěnící činidla, v malých dávkách jsou schválené pro použití v kosmetice i potravinářství (včetně Evropské unie). Větší dávka je po požití pro lidi toxická, může poškodit játra, způsobit bolesti žaludku, průjem, hemolýzu, selhání dýchání, křeče a případně i kóma. Nepovažuje se za příliš bezpečný přípravek pro běžné používání. Všechny části stromů mají štiplavou a svíravou chuť, takže k otravám lidí následkem jejich požití prakticky nedochází, listy starších stromy nekonzumují ani zvířata. Z kmenů se také pálilo dřevěné uhlí a větve sloužily jako topivo v domácnostech.
V Chile se získával zdroj saponinů tak, že se ze stromů rostoucích v lese sloupávala kůra, která jich obsahuje největší množství; stromy následně zpomalily růst nebo uschly. Nyní se za účelem získání saponinů zakládají speciální plantáže s vysokou hustotou vysazených stromů, ze kterých se kůra řízeně seřezává v malém množstvích ve tří až čtyřletých intervalech tak, aby se stromy stačily regenerovat. Mimo kůry se jako zdroje žádané suroviny využívají také prořezané větve i listy a u pokácených stromů všechno dřevo i kořeny.